# Ловозеро (Мурманска област)
Ловозеро (рус. Ловозеро, ксам. Луяввьр, фин. Luujärvi) насељено је место са административним статусом села на крајњем северозападу европског дела Руске Федерације. Село се налази у централном делу Мурманске области и административно припада њеном Ловозерском рејону чији је уједно и административни центар.
Према подацима националне статистичке службе Русије за 2010. у селу је живело 2.871 становника. Село Ловозеро је значајан културни центар Лапонаца у Русији и често се назива лапонском престоницом Русије.

## Географија
Село Ловозеро налази се у централном делу Кољског полуострва, у северној подгорни Ловозерских планина, на западу Ловозерског рејона. Лежи на обе обале реке Вирме, недалеко од њеног ушћа у језеро Ловозеро. Село се налази на 164 километра југоисточно од административног центра области Мурманска, и на неких 90 километара источно од града Оленегорска. Најближе насеље је варошица Ревда која се налази неких 20 километара западније.
На нека 2 километра од села налази се база војног хеликоптерског сервиса Руских ваздухопловних снага.

## Историја
Подручје око данашњег Ловозера било је насељено још у периоду неолита, а садашње насеље се у писаним изворима први пут помиње 1574. године као насеље у ком живе етнички Лапонци (реч је о једном катастарском спису Василија Агалина.
Село се сматра културним и просветним центром лапонског народа, једног од аутохтоних народа Кољског полуострва. Од најранијих времена у селу се одржавају фестивали посвећени култури и традицији Лапонаца, и често га називају „престоницом руске Лапоније”.
У селу се налази седиште Националног савета самског народа Мурманске области.

## Демографија
Према подацима са пописа становништва 2010. у селу је живело 2.871 становника. Село Ловозеро је друго по величини насељено место на подручју Ловозерског рејона после варошице Ревде.
| 1939. | 1959. | 1970. | 1979. | 1989. | 2002. | 2010. |
| ----- | ----- | ----- | ----- | ----- | ----- | ----- |
| ---   | 2.330 | 3.463 | 3.397 | 3.638 | 3.141 | 2.871 |

## Привреда
Најважнија привредна активност у селу је фармерски узгој ирваса који организује пољопривредно добро Тундра, те лов и риболов.

## Међународна сарадња
Село Ловозеро има потисане уговоре о сарадњи са следећим местима:
- Јокмок (Шведска)
- Карасјок (Норвешка)